# Maculinea insubrica
Maculinea insubrica är en fjärilsart som beskrevs av Vorbrodt 1912. Maculinea insubrica ingår i släktet Maculinea och familjen juvelvingar. Inga underarter finns listade i Catalogue of Life.